# Quartier Barbâtre - Saint-Remi - Verrerie

Les douze conseils de quartiers de Reims
Barbâtre - Saint-Remi - Verrerie
Bois d'Amour - Porte de Paris - Courlancy
Centre-ville
Cernay Jamin - Jean Jaurès - Épinettes
Clairmarais - Charles Arnould
Châtillons
Chemin Vert - Europe
Croix-Rouge - Hauts de Murigny
La Neuvillette - Trois-Fontaines
Laon Zola - Neufchâtel - Orgeval
Maison-Blanche - Sainte-Anne - Wilson
Murigny

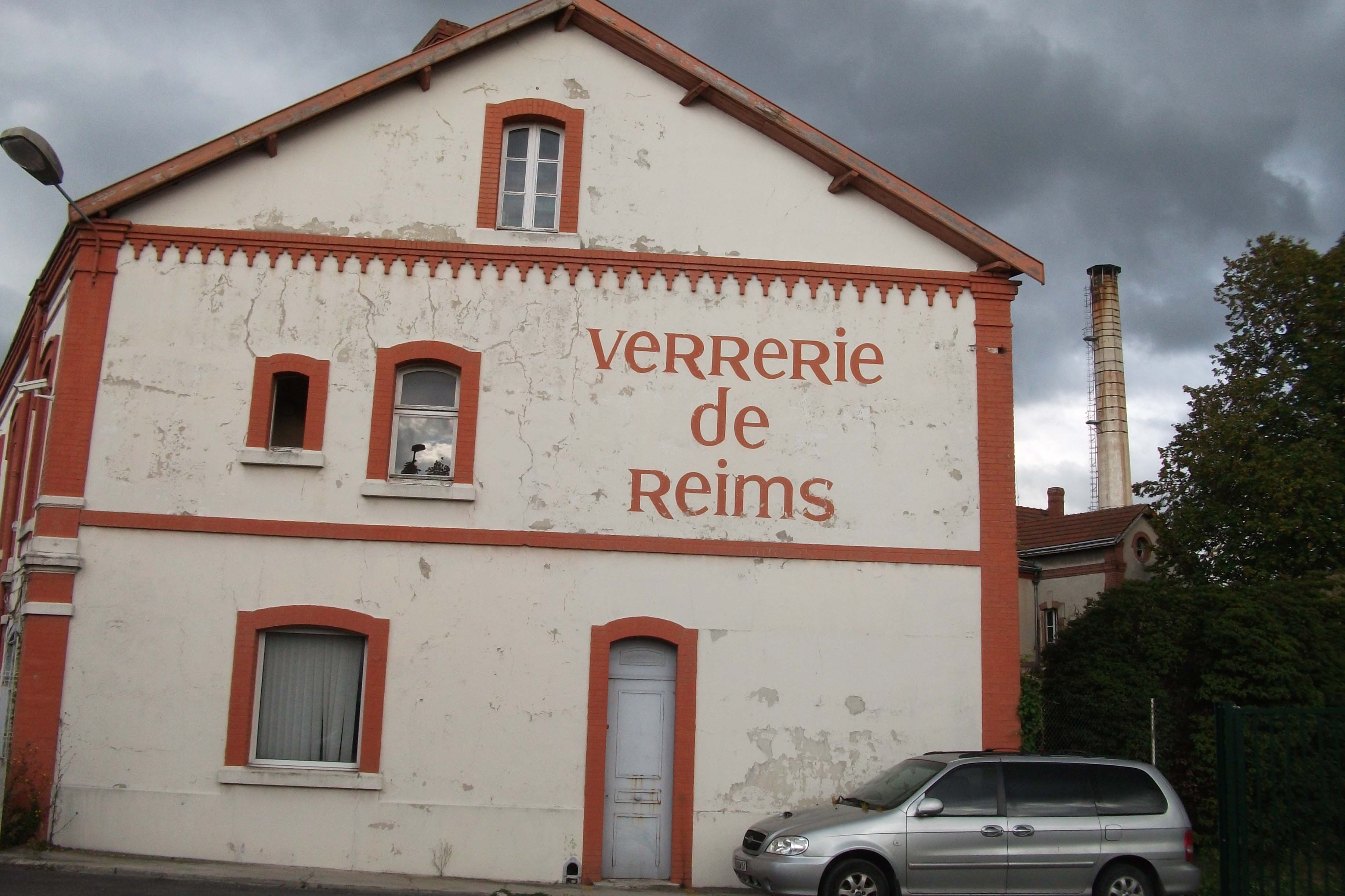
L'usine de verrerie.

Le Quartier Barbâtre - Saint-Remi - Verrerie est un sous-ensemble administratif correspondant à un conseil de quartier de Reims qui se situe au sud-est de la ville.
Il se nomme ainsi selon les trois quartiers qu'il réunit : Barbâtre autour de la rue du Barbâtre et de l'ancien Faubourg Saint-Nicaise, Saint-Remi près de la Basilique Saint-Remi, et Verrerie près de l'usine de verrerie. Il englobe également la Z.I. Farman/Pompelle à l'est.

## Historique

### Saint-Remi
La Basilique Saint-Remi de Reims fut construite en dehors de la ville de Reims, autour de l'église, le pèlerinage attirant nombre de personnes, un quartier s'est créé, prenant de l'ampleur au fil du temps. Avec la guerre de Cent Ans le quartier fut englobé dans l'enceinte de la ville. Il regroupait plusieurs abbayes et des jardins en descendant vers la Vesle le chanoine Jean Godinot y installait sa pompe de relevage de l'eau qui alimentait les fontaine de Reims. Il fut ensuite industrialisé au XIXe siècle, industrie de la laine, du tissage...Actuellement les entreprises se regroupent plus à l'est dans la Zone Farman.

### Verrerie

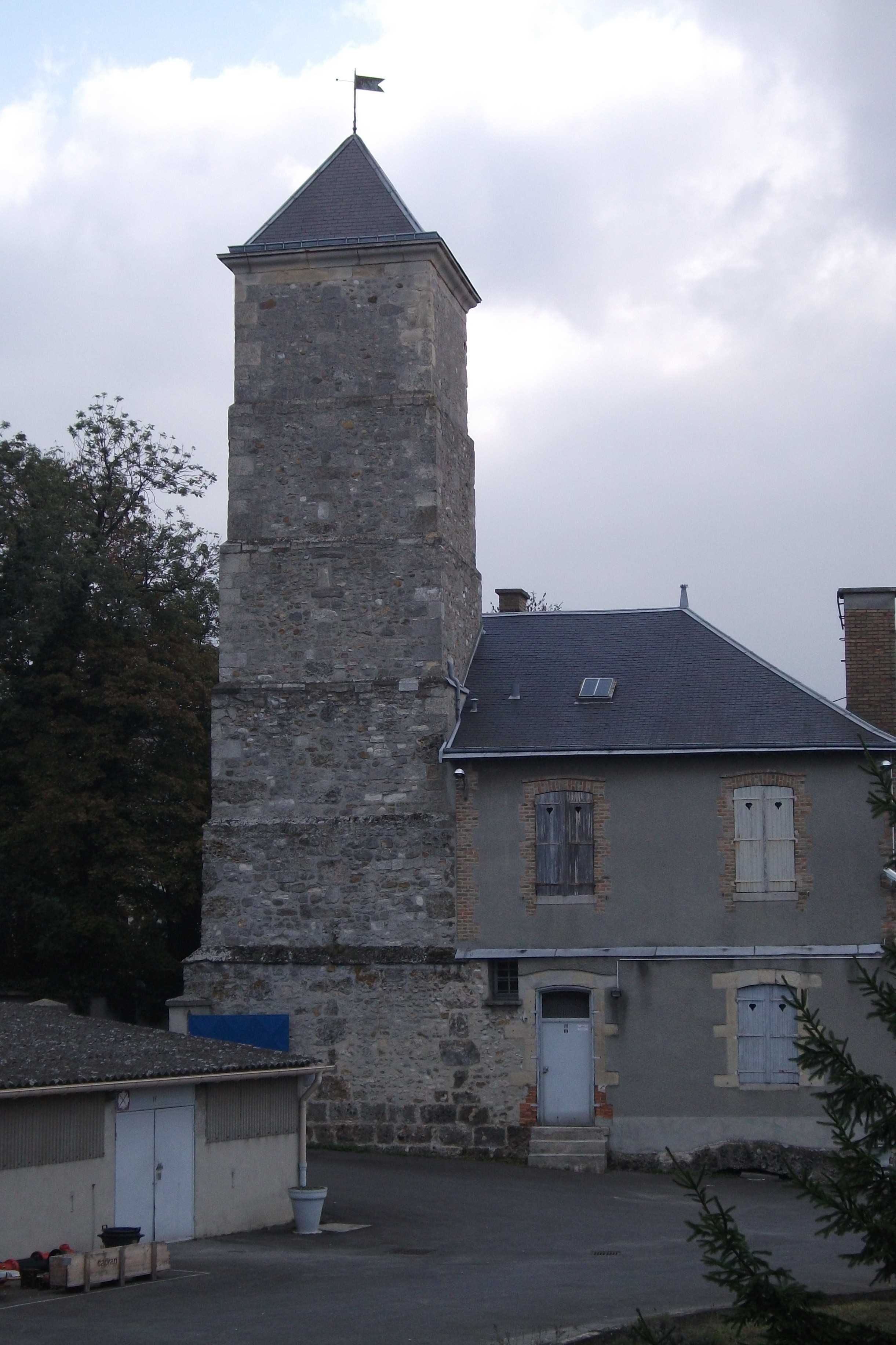
La station de pompage Féry ou Tour Féry, Rue de Taissy.

La Verrerie Charbonneaux fut fondée par Paul et Firmin Charbonneaux en 1870 ; l'installation se fit en bordure de canal pour faciliter l'approvisionnement en charbon, en sable et en carbonate de soude.
Au début du XXe siècle, la production est de 15 000 000 bouteilles par an allant, surtout destinée aux producteurs de champagne. L'usine fut grandement endommagée par les obus lors de la Première Guerre mondiale.
Dans un premier temps la cité ouvrière qui y était adjointe comptait deux cents logements en 1914, ils furent réparés après la Première Guerre mondiale et étendus de deux cent cinquante autres, du type logement Bessonneau.

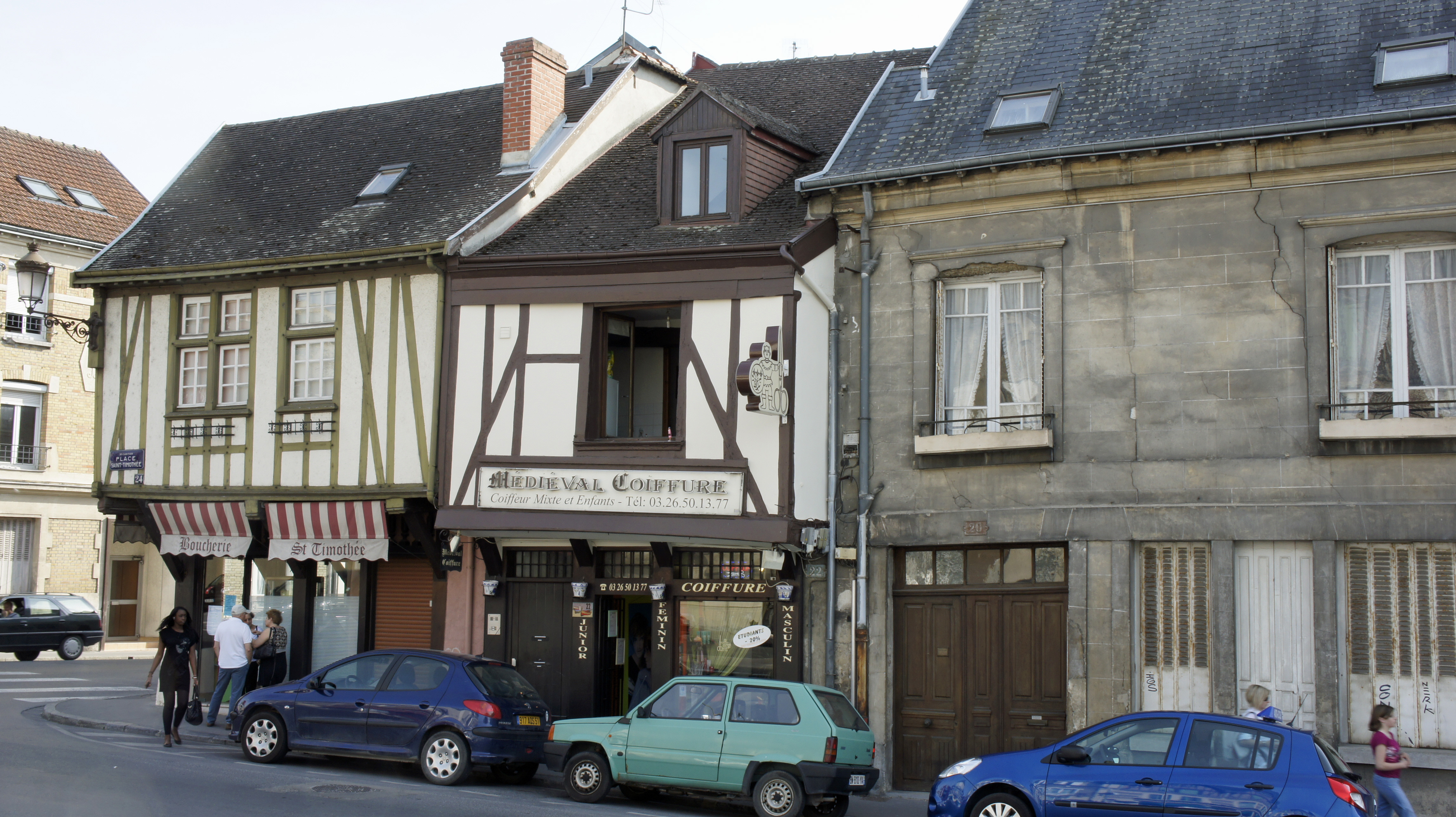
Maisons à bans de bois classées, Place Saint Timothée.

## Démographie
En 2007 le quartier regroupait 14 754 habitants ; en 2013, il en comptait 16 560.

## Principaux sites

### Espaces verts
- Parc de Champagne
- Parc Saint-Remi autour de la basilique
- Parc de la Butte Saint-Nicaise
- Parc des Arènes du Sud

### Administration
Le quartier Saint-Rémi est un pôle administratif important et regroupe différents établissements d'importance régionale.
- Rectorat de l’académie de Reims
- Centre des finances publiques
- Cour d'appel de Reims
- C.A.F et la C.P.A.M de la Marne

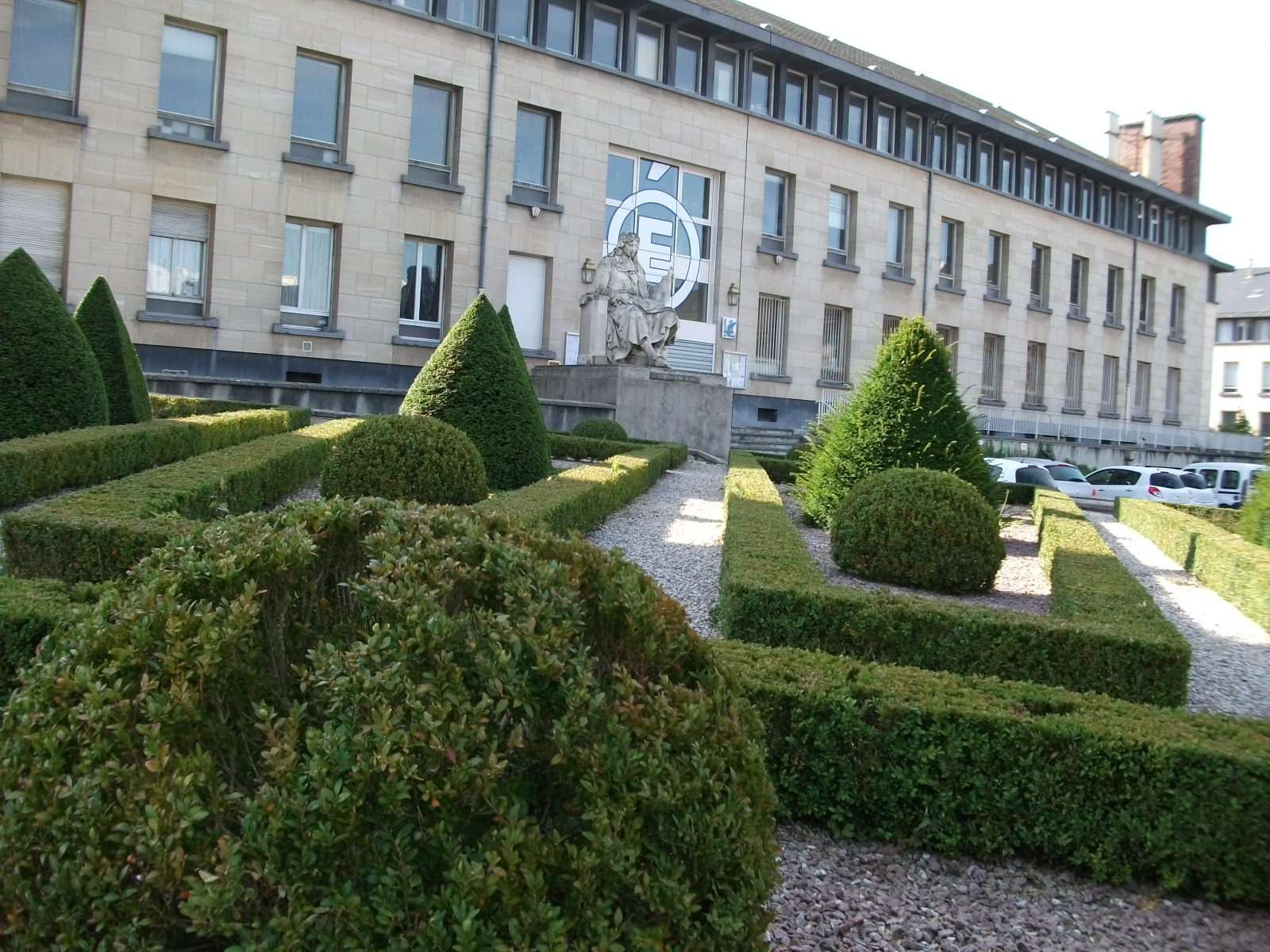
Jardins de l'Académie et statue de Colbert.

- Agence d'Urbanisme de la Région de Reims (AUDRR)

### Culture
- Musée Saint Remi.

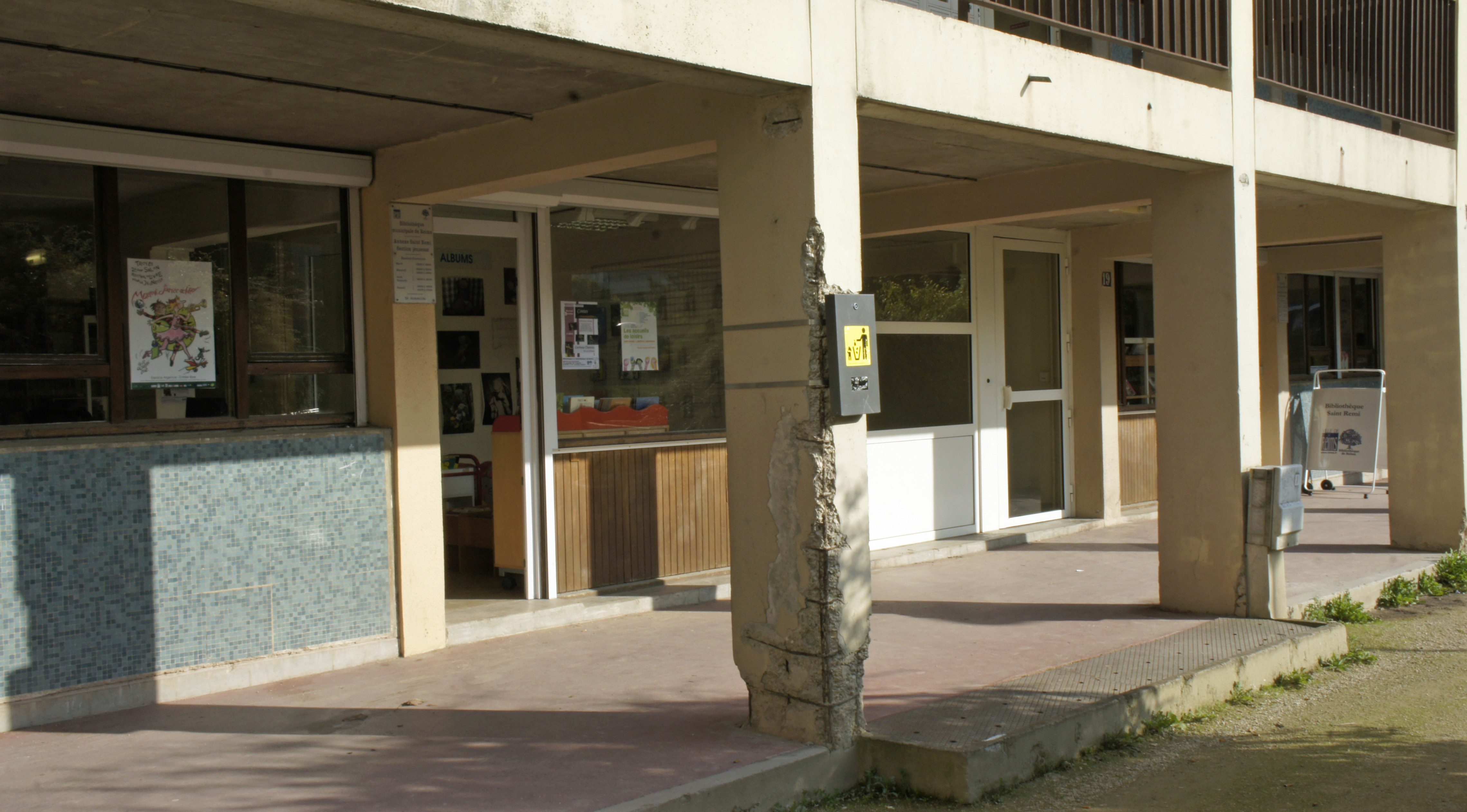
Bibliothèque municipale Saint-Remi.

- Fonds régional d'art contemporain de Champagne-Ardenne, F.R.A.C dans l'ancien collège des Jésuites.
- Bibliothèque Saint Remi.
- Les maisons de quartier Verrerie, Tournebonneau.
- Parc des expositions de Reims.

### Éducation
- Antenne de Sciences Po Paris dans l'ancien collège des Jésuites
- Collège Saint-Remi, écoles Ruisselet et Tournebonneau dans le quartier Saint Remi
- École Jules Ferry dans le quartier Verrerie

### Santé
- Groupe Médical Saint Remi,
- Résidence ARFO Ponsardin.